# 8644 Бетулапендула
8644 Бетулапендула (8644 Betulapendula) — астероїд головного поясу, відкритий 16 вересня 1988 року.
Тіссеранів параметр щодо Юпітера — 3,516.